# Zmywarka do naczyń

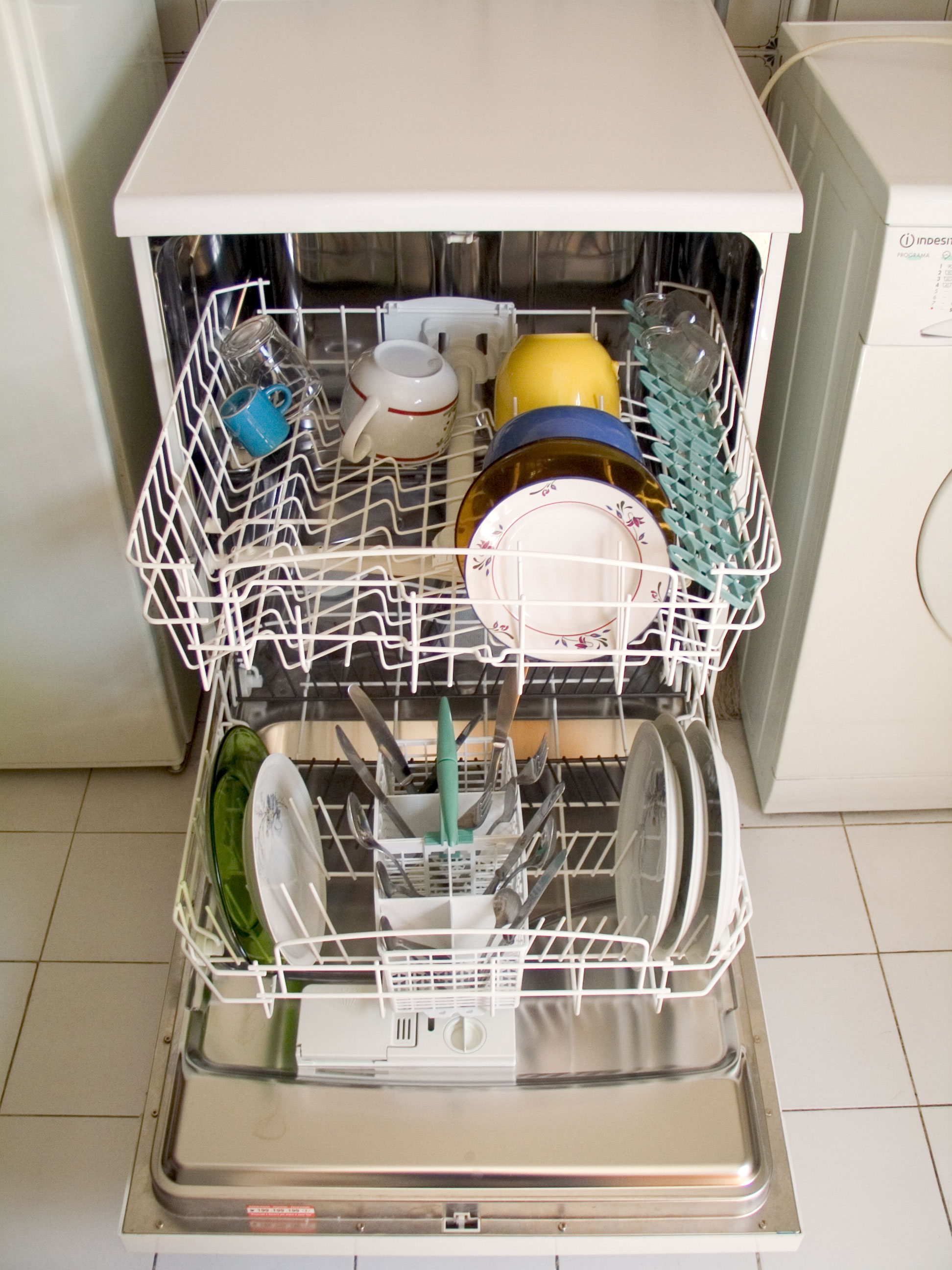
Typowa zmywarka do naczyń.

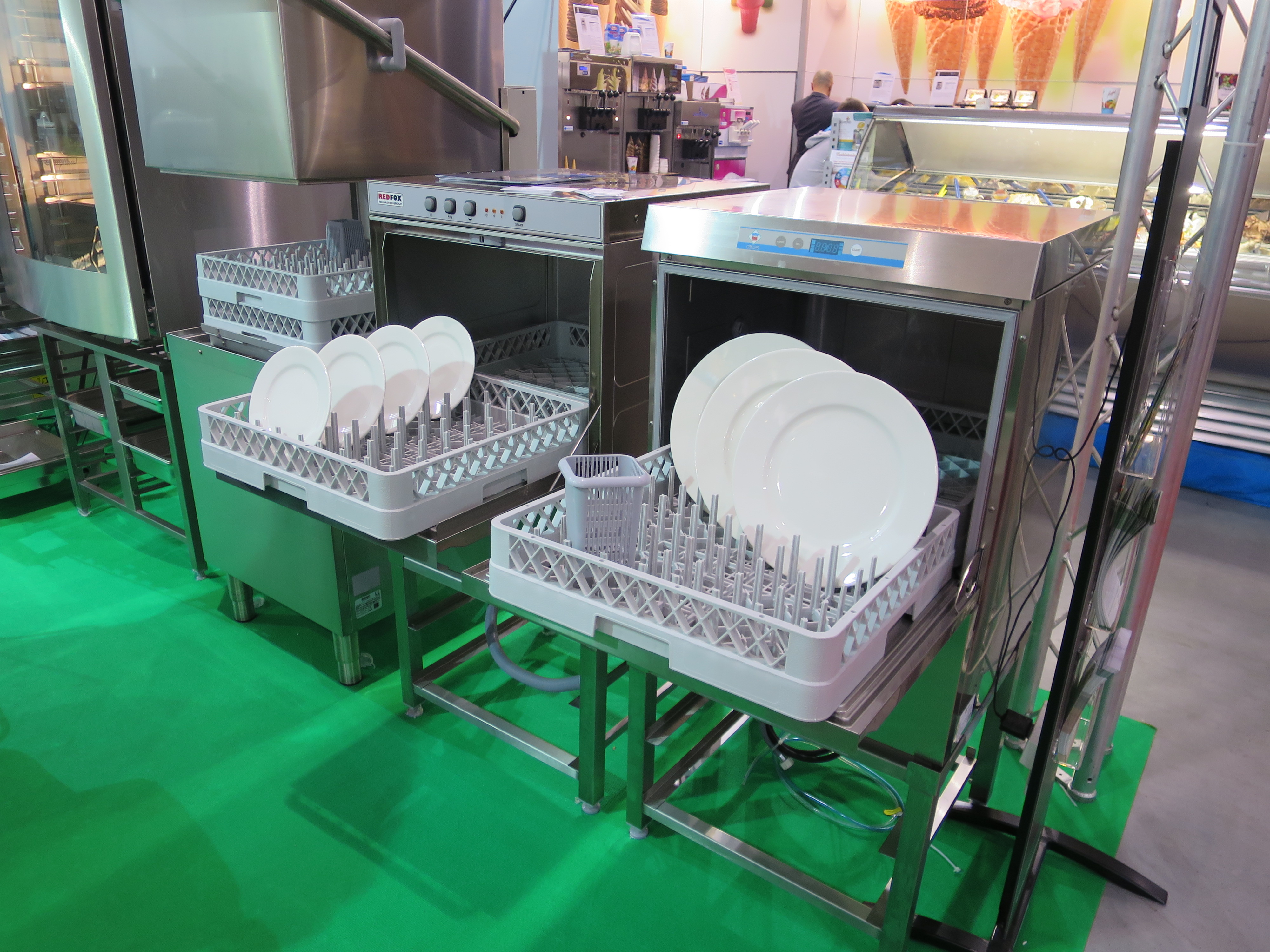
Profesjonalne zmywarki do naczyń.

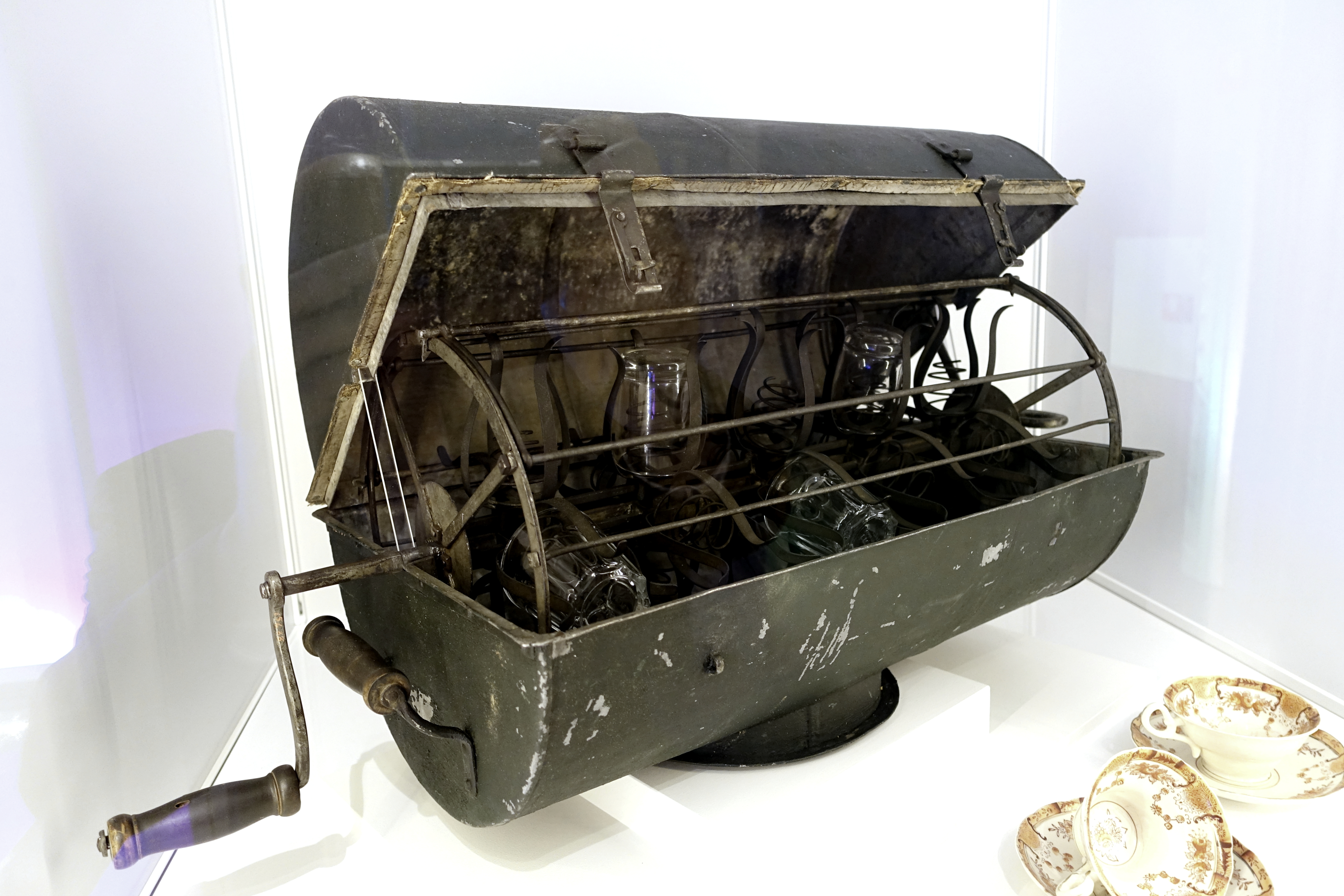
Ręczna zmywarka do naczyń z XIX wieku

Zmywarka do naczyń – urządzenie mechaniczne używane do zmywania naczyń, sztućców oraz innych przedmiotów służących do przygotowywania i podawania żywności oraz napojów. Najczęściej spotykane w gospodarstwie domowym i w gastronomii.
Pierwszy model napędzanej ręcznie zmywarki, która trafiła do sprzedaży, zbudowali Josephine Cochrane i George Butters. Pierwszą zmywarkę o konstrukcji takiej jak stosowane obecnie – skonstruował brytyjski inżynier William Howard Livens w 1924. Dla każdej sprzedawanej zmywarki określona jest klasa energetyczna.

## Zasada działania
Usuwanie zabrudzeń (głównie tłuszczu) w zmywarce do naczyń odbywa się poprzez natryskiwanie pod ciśnieniem wody o temperaturze od 35 do 75 °C na umieszczone w niej naczynia. Kolejno wtryskiwana jest czysta zimna woda (mycie wstępne grubszych zabrudzeń), gorąca woda z detergentami (mycie główne) i czysta woda (wypłukanie resztek detergentu). W niektórych zmywarkach płukanie odbywa się kilkakrotnie w trakcie jednego cyklu. Ostatnie płukanie to tzw. nabłyszczanie w gorącej wodzie. W tym procesie zmywarka automatycznie pobiera z zasobnika płyn nabłyszczający i dzięki temu naczynia szybciej się suszą oraz mają połysk.
W trakcie pracy urządzenia nie występuje kontakt z ludzką skórą, przez co możliwe jest używanie wydajniejszych detergentów – takich, które mają zbyt zasadowy odczyn dla człowieka. W zmywarkach spotyka się także element służący do ogrzewania i suszenia umytych naczyń.

## Rodzaje
Zmywarki najczęściej ładuje się od przodu po otworzeniu drzwi. Są jednak i takie które ładuje się od góry. Na rynku pojawiły się także modele szufladowe. Występują także modele ładowane od góry zintegrowane ze zlewem (rzadko spotykane w Polsce).
Ze względu na sposób montażu rozróżnia się zmywarki wolnostojące oraz przeznaczone do zabudowy. Te do zabudowy posiadają możliwość zamontowania frontu meblowego do drzwi zmywarki oraz przytwierdzenia urządzenia do pozostałych mebli i blatu. Zmywarki pod zabudowę dostępne są w wersji z odkrytym panelem sterującym gdzie drzwi przykryte są częściowo, oraz z panelem umieszczonym w górnej krawędzi drzwi, wtedy przykrywa się cały front zmywarki.
Ze względu na szerokość urządzenia dostępne są wersje 45 cm i 60 cm. Mniejsze potrafią pomieścić do 9 kompletów naczyń, większe jednorazowo zmywają do 14 kompletów.
Zmywarki różnią się również poziomem generowanego hałasu. Wartość ta waha się od 42 dB do maksymalnie 48 dB.

## Sterowanie
Zmywarki mogą być sterowane mechanicznie lub elektronicznie. Ustawianie programów może się odbywać za pomocą pokrętła, przycisków mechanicznych lub dotykowych (w droższych modelach). Często zmywarki posiadają także wskaźniki przebiegu programu na pokrętle, wyświetlaczu LED lub LCD albo na diodach LED.

## Rozmiary
Zmywarki oferowane są w trzech standardowych rozmiarach (wysokość x szerokość x głębokość):
- 85 × 60 × 60 [cm] – duże (szerokie)
- 85 × 45 × 60 [cm] – małe (wąskie)
- 46 × 55 × 46 [cm] –mini (kompaktowe).

## Funkcje
Spośród typowych funkcji zmywarek można wyróżnić:
- programy:
  - Normalny – na jego podstawie określa się klasę energetyczną, mycia i suszenia
  - Intensywny – wydłużony, o wyższych temperaturach, przeznaczony do silnie zabrudzonych naczyń, garnków i patelni
  - BIO/EKO – o zmniejszonym poborze wody i energii, zwykle poprzez pominięcie jednego płukania
  - Energooszczędny – obniżona temperatura powoduje zmniejszenie poboru energii
  - Szybki – do lżej zabrudzonych naczyń, zazwyczaj bez mycia wstępnego
  - Do szkła – krótki, o wyższej temperaturze nabłyszczania i wydłużonym suszeniu
  - Mycie Wstępne – szybkie spłukanie naczyń w zimnej wodzie bez detergentu
- opóźniony start – umożliwia uruchomienie zmywarki o dowolnie wybranej porze np. w korzystnej taryfie energetycznej
- mycie strefowe – przez załadowanie i mycie naczyń tylko w jednym koszu (górnym lub dolnym) skraca czas programu
- sanityzacja/antybakteria – nabłyszczanie w wysokiej temperaturze (ok. 72 °C) niszczące wiele zarazków
- automatyczny dobór programu w zależności od stopnia zabrudzenia naczyń
- niezależny dobór temperatury, najczęściej 40 °C, 50 °C, 60 °C

## Suszenie
Suszenie naczyń w zmywarce może odbywać się na kilka sposobów (i ich kombinacji):
- suszenie statyczne – naczynia ogrzane w ostatniej fazie mycia schną samoczynnie, para skrapla się na ściankach komory zmywarki
- suszenie z podgrzewaniem – za pomocą elementu grzewczego oraz ciepła nagromadzonego z poprzedzającego suszenie płukania naczynia nagrzewają się i suszą
- suszenie kondensacyjne – para wodna z nagrzanych po płukaniu naczyń zostaje skroplona na tylnej ściance zmywarki, w którą wbudowany jest wymiennik ciepła (woda w nim zgromadzona to zimna woda z kranu – dlatego gorąca para skrapla się właśnie na chłodnej ścianie tylnej). Elementem kondensacyjnym może być również skraplacz w górnej części zmywarki
- suszenie wspomagane wentylatorem – para wodna jest aktywnie usuwana na zewnątrz przez wentylator

## Wyposażenie ogólne
W skład wyposażenia wchodzą:
- Filtry – służą do zatrzymywania cząstek zabrudzeń. Nie dopuszczają do przedostania się ich do grzałki, pompy, zraszaczy i ponownie na naczynia, co pogarszałoby jakość mycia i mogłoby spowodować zatkanie układu. Filtry wykonane są z tworzywa sztucznego lub ze stali nierdzewnej i znajdują się w dolnej części zmywarki. Składają się z zespołu sitek i odstojników, które wyłapują stałe zanieczyszczenia z naczyń, a odfiltrowana woda jest używana ponownie do zmywania. Nieczystości, co jakiś czas, muszą zostać usunięte przez użytkownika. Stosuje się też filtry samoczyszczące, które zmywarka, odpowiednio sterując pompami, jest w stanie sama oczyścić w trakcie programu i odprowadzić zabrudzenia do kanalizacji. W niektórych krajach w zmywarkach stosuje się młynek (podobny do tego zamontowanego pod zlewem), który mieli większe odpadki i za pomocą pompy odprowadza do kanalizacji.
- Grzałki, wymienniki ciepła – woda w zmywarkach podgrzewana jest grzałką zwykłą (w komorze) lub przepływową. Grzałka przepływowa znajduje się w dolnej części zmywarki i jest niewidoczna dla użytkownika. Stosowane bywają wymienniki ciepła, dzięki którym zmniejsza się zużycie energii. Polega to na zgromadzeniu świeżej wody w płaskim zbiorniku przylegającym bezpośrednio do komory mycia i podgrzewaniu jej ciepłem wydzielanym podczas programu lub wypompowywaną gorącą wodą.
- Rozdzielacz wody – zapewnia dopływ wody do komory zmywarki, magazynowanie wody przeznaczonej do regeneracji złoża zmiękczacza, pomiar ilości wody przy pomocy przepływomierza (lub pływaka / hydrostatu w starszych modelach). Posiada też zawór zwrotny zapobiegającemu cofaniu się brudnej wody do wodociągu. Rozdzielacz, zmiękczacz, zbiornik soli i wymiennik ciepła mogą tworzyć jeden zespół.
- Zbiornik wody – Stosowany w najnowszych modelach. Po ostatnim płukaniu przechowuje nieznacznie zabrudzoną wodę do wykorzystania w myciu wstępnym następnego cyklu.
- Panele sterujące, wyświetlacze, wskaźniki – mogą być odsłonięte i znajdować się w górnej części urządzenia lub na krawędzi drzwiczek i wtedy są niewidoczne. Zmywarki mogą posiadać duże graficzne wyświetlacze, które umożliwiają przejrzystą prezentację danych np. zakończenia zmywania, przebiegu programu, czasu pozostałego do zakończenia zmywania. Wskaźniki informują o konieczności uzupełnienia nabłyszczacza lub soli oraz o błędach w pracy urządzenia. Niektórzy producenci w zmywarkach do zabudowy (gdzie wskazania wyświetlacza są niewidoczne w czasie pracy) umieszczają dodatkową lampkę w podstawie drzwi, która rzucając delikatny snop światła na podłogę informuje o stanie urządzenia.
- Spryskiwacz – służy do pryskania wodą naczyń, podczas pracy obraca się napędzany odrzutem wody. Zazwyczaj zamontowane są dwa duże spryskiwacze oraz trzeci w najwyższej części komory (spryskujący wierzch naczyń w górnym koszu). Spotkać można zmywarki z różnymi dodatkowymi zraszaczami, na przykład dodatkowe na tylnej ścianie komory, służące do mycia dużych płaskich naczyń.
- Pompa – tłoczy wodę pod odpowiednim ciśnieniem do spryskiwaczy.
- Kosz – pojemnik na naczynia. Zazwyczaj występują 2 kosze – górny i dolny, górny najczęściej wypełniany szklankami i mniejszymi talerzami, natomiast w dolnym umieszcza się sztućce i większe talerze. Niektórzy producenci stosują trzeci kosz przeznaczony tylko na sztućce na samej górze zmywarki.
- Dozownik – wypełniany nabłyszczaczem oraz proszkiem lub tabletkami do zmywarek, podaje odpowiedni składnik we właściwych momentach programu.
- Zmiękczacz wody – w celu zabezpieczenia zmywarki przed osadzaniem się kamienia oraz dla poprawy skuteczności mycia, pobierana woda jest zmiękczana w wymienniku jonowym, który ma za zadanie oczyszczenie jej z powodujących twardość wody: wapnia i magnezu. Co zadaną liczbę cykli (zależną od twardości wody) złoże żywicy jest regenerowane słoną wodą. Trwałość złoża żywicy jonowymiennej jest bardzo duża, przy poprawnej eksploatacji większa od trwałości zmywarki.

Zbyt mało soli powoduje pogorszenie jakości regeneracji, a więc pogorszenie pracy wymiennika i osadzanie nalotu z wapnia na naczyniach natomiast zbyt dużo soli w stosunku do twardości wody może powodować niszczenie (korozję) szkła.
- Programator – moduł sterujący w zmywarce. Dawniej elektromechaniczny, umieszczony w drzwiach. Obecnie stosuje się programatory elektroniczne umieszczone w drzwiach lub pod zmywarką. Sterownik elektroniczny, wykorzystując czujnik mętności wody oraz mierząc liczbę i rodzaj naczyń (np. na podstawie ich pojemności cieplnej), pozwala zautomatyzować większość parametrów zmywania.

## Wyposażenie dodatkowe
W skład wyposażenia dodatkowego zmywarek wchodzą:
- koszyki na sztućce
- kosze i uchwyty do mycia delikatnych szklanek i kieliszków,
- specjalne przystawki służące do mycia dużych przedmiotów (np. filtrów od okapów czy blach do pieczenia)
- koszyki na drobne przedmioty (np. akcesoria dziecięce – smoczki, korki butelek itp.)
- uchwyty na plastikowe butelki